# Medytacja alfonsjańska

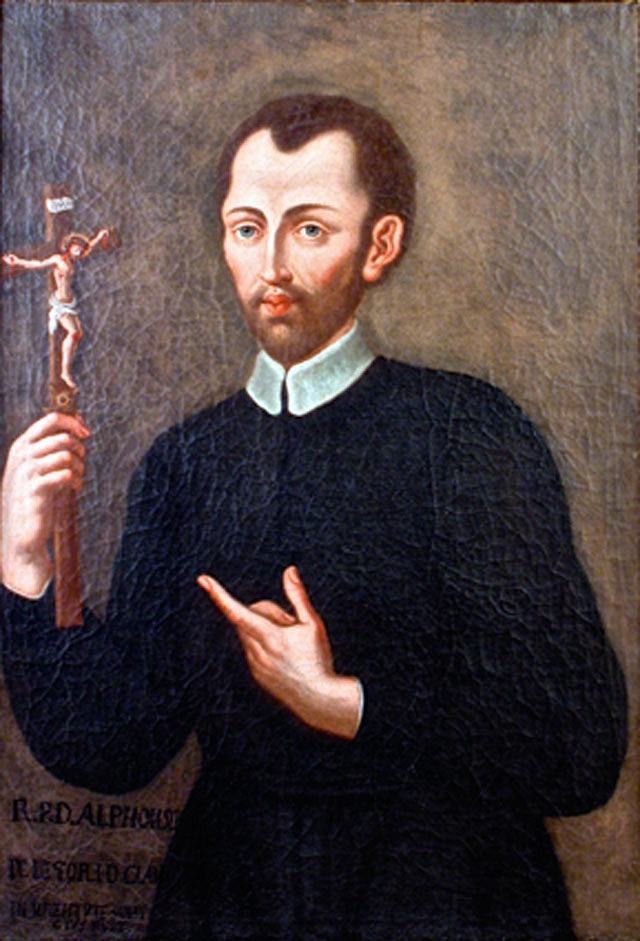
Św. Alfons Liguori – twórca medytacji

Medytacja alfonsjańska – jedna z najbardziej popularnych (obok metody ignacjańskiej i Lectio Divina) form medytacji w religii katolickiej według świętego Alfonsa Marii de Liguori, założyciela Zgromadzenia Najświętszego Odkupiciela (redemptorystów).

## Budowa medytacji alfonsjańskiej
- Uważne (nawet kilkukrotne) przeczytanie rozważanego fragmentu Pisma Świętego lub lektury duchowej.
- Nawiązanie kontaktu osobowego z Bogiem, wyznanie wiary w Niego, prośba o pomoc i światło Ducha Świętego na czas medytacji.
- Zastanowienie się nad przeczytanym tekstem, uświadomienie sobie rozważającego, co go dotyczy i co powinien zrobić i zmienić w swoim życiu.
- Zjednoczenie się z Bogiem w modlitwie, rozmowa własnymi słowami z Bogiem o przeczytanym tekście.
- Pomoc o wytrwanie w dobrym i doskonaleniu siebie.
- Prośba o odważne wprowadzenie w życie przykazania miłości Boga i bliźniego.
- Podjęcie jednego ogólnego i jednego szczegółowego postanowienia w oparciu o przeczytany tekst.
- Zapamiętanie jednego zdania z rozważania i przypominanie go sobie w ciągu dnia, tzw. "bukiet duchowy".
- Podziękowanie za przebyty czas medytacji.
- Prośba o pomoc w wypełnianiu postanowień.
- Polecenie siebie Jezusowi i Matce Bożej.

## Cechy charakterystyczne
- Wyciszenie wewnętrzne i zewnętrzne, skupienie się na medytowanych treściach oraz wyeliminowanie źródeł hałasu.
- Odpowiednie miejsce, umożliwiające swobodną i wolną od hałasów modlitwę, np. podczas wystawienia Najświętszego Sakramentu.
- Stała postawa podczas modlitwy. Dopuszcza się klęczenie, siedzenie i stanie.
- Stały czas trwania medytacji alfonsjańskiej (ok. 25-30 minut).